# Miloš
Miloš (serbisch kyrillisch geschrieben: Милош) ist ein männlicher Vorname, der insbesondere in Serbien und Tschechien verbreitet ist.

## Bedeutung
Miloš ist ursprünglich ein Diminutiv von Miloslav und anderer Namen, die mit dem slawischen Element mil beginnen, was so viel wie „Gunst“ bedeutet.

## Namensträger
- Miloš Biković (*1988), serbischer Schauspieler
- Miloš Bojanić (* 1950), serbischer Turbo-Folk-Sänger
- Miloš Crnjanski (1893–1977), serbischer Dichter
- Miloš Cocić (* 2003), serbischer Fußballspieler
- Miloš Đelmaš (* 1960), jugoslawischer Fußballspieler
- Miloš Forman (1932–2018), tschechischstämmiger US-amerikanischer Filmregisseur
- Miloš Jirovský (* 1974), tschechischer Schachspieler
- Miloš Jojić (* 1992), serbischer Fußballspieler
- Miloš Karadaglić (* 1983), klassischer Gitarrist aus Montenegro, bekannt als Miloš
- Miloš Krasić (* 1984), serbischer Fußballspieler
- Miloš Lánský (1926–2005), tschechischer Kybernetiker
- Miloš Macourek (1926–2002), tschechischer Autor und Filmschaffender
- Miloš Milutinović (1933–2003), jugoslawischer Fußballspieler und -trainer
- Miloš Obilić (~1350–1389), serbischer Nationalheld
- Miloš Obrenović (1780–1860), serbischer Fürst
- Miloš Pantović (* 1996), serbischer Fußballspieler
- Miloš Putera (* 1982), slowakischer Handballspieler
- Miloš Ražnatović, montenegrinische Handballschiedsrichter
- Miloš Štědroň (* 1942), tschechischer Musikwissenschaftler und Komponist
- Miloš Teodosić (* 1987), serbischer Basketballspieler
- Miloš Veljković (* 1995), Schweizer Fußballspieler serbischer Abstammung
- Miloš Vučević (* 1974), serbischer Politiker
- Miloš Vujović (* 1993), montenegrinischer Handballspieler
- Miloš Vuković (* 1981), deutscher Schauspieler serbischer Abstammung
- Miloš Zeman (* 1944), tschechischer Politiker und Staatspräsident

## Miloš als Familienname
- Nenad Miloš (* 1955), jugoslawischer Schwimmer
- Predrag Miloš (* 1955), jugoslawischer Schwimmer